# Dům U Starých Šedivých
Dům U Starých Šedivých, zvaný také U Kasírů, je dům čp. 309 na Starém Městě v Praze v Bartolomějské ulici č. 13. Stojí na křižovatce Bartolomějské, Průchodní a Na Perštýně v těsné blízkosti Konviktu vedle domu U Zlatého hroznu. V roce 1964 byl zapsán do seznamu kulturních památek. V těsné blízkosti (dnes ob jeden dům, adresa Na Perštýně 350/17) tohoto domu se nachází dům s velmi podobným názvem dům U Šedivých (označován také jako dům U Mladých nebo Dolních Šedivých).
Dnešní dům je barokní, ale zástavba zde byla již od středověku. V polovině 14. století stály na místě domu U Starých Šedivých čtyři domy. Vývoj staveb na parcele a v jejím nejbližším okolí se ale špatně dokládá, protože zbytky po původních stavbách byly odstraněny během asanace v letech 1842–1843. Zdá se, že zde stávala věž a shluk domů s obrannou funkcí.
Po požáru v roce 1678 byl dům barokně přestavěn (nejpozději do roku 1726), další úpravy byly provedeny ve 3. čtvrtině 18. století. Při výše zmíněné asanaci v letech 1842–1843 měl být dům zbořen, ale nakonec byly provedeny jen některé úpravy v klasicistním stylu v křídlech domu.
V domě žil a zemřel Jan Podlipný, na jeho památku je zde umístěna pamětní deska z roku 1924 věnovaná Československou obcí sokolskou.